# Hazard (Nebraska)
Hazard és una població dels Estats Units a l'estat de Nebraska. Segons el cens del 2000 tenia 66 habitants.

## Demografia
Segons el cens del 2000, Hazard tenia 66 habitants, 34 habitatges, i 19 famílies. La densitat de població era de 101,9 habitants per km².
Dels 34 habitatges en un 14,7% hi vivien nens de menys de 18 anys, en un 50% hi vivien parelles casades, en un 8,8% dones solteres, i en un 41,2% no eren unitats familiars. En el 38,2% dels habitatges hi vivien persones soles el 23,5% de les quals corresponia a persones de 65 anys o més que vivien soles. El nombre mitjà de persones vivint en cada habitatge era d'1,94 i el nombre mitjà de persones que vivien en cada família era de 2,55.
Per edats la població es repartia de la següent manera: un 18,2% tenia menys de 18 anys, un 4,5% entre 18 i 24, un 24,2% entre 25 i 44, un 21,2% de 45 a 60 i un 31,8% 65 anys o més.
L'edat mediana era de 46 anys. Per cada 100 dones de 18 o més anys hi havia 107,7 homes.
La renda mediana per habitatge era de 23.750 $ i la renda mediana per família de 30.000 $. Els homes tenien una renda mediana de 18.750 $ mentre que les dones 28.750 $. La renda per capita de la població era d'11.629 $. Cap de les famílies i el 6,9% de la població estaven per davall del llindar de pobresa.

## Poblacions més properes
El següent diagrama mostra les poblacions més properes.